# Spurium
Ein Spurium (von lateinisch spurius – uneheliches Kind) ist in der Urkundenlehre eine falsche (unechte) oder verfälschte (verunechtete) Urkunde.
Der Begriff wird vorrangig für mittelalterliche Urkunden gebraucht. Als Spuria gelten dabei Urkunden, die nicht vom Aussteller erstellt und unterzeichnet worden sind oder deren Inhalt nachträglich von einem anderen Schreiber geändert wurde. Teilweise findet die Bezeichnung auch für andere literarische Texte Verwendung, deren Herkunft von dem genannten Urheber zweifelhaft ist.
Das Interesse an Spuria entsprang zunächst einem eher juristischen Bedürfnis. Eine als unecht eingestufte Urkunde war als Beweismittel untauglich. Heute befasst sich die Urkundenlehre daneben mit den Beweggründen des Fälschers und dem Zweck der Fälschung. Damit wurde das Spurium selbst zur Erkenntnisquelle. Aus diesem Grund werden Spuria zumeist gemeinsam mit den echten Urkunden eines Ausstellers herausgegeben.
Obwohl das Fälschen oder Verunechten einer Urkunde bereits im Mittelalter mit drakonischen Strafen bedroht war, wurden ganze Serien von Spuria angefertigt. Bis zu 15 v.H. der Königsurkunden gelten als Fälschungen, unter den Merowingern sollen es sogar bis zu 50 v.H. sein. Hintergrund könnte zum einen ein sich vom heutigen Verständnis unterscheidender Wahrheitsbegriff und damit einhergehend auch ein anderes Rechtsverständnis gewesen sein. So scheint es nach Auffassung vieler Fälscher legitim gewesen zu sein, mit der Fälschung einer höheren Wahrheit Geltung zu verschaffen, etwa indem ein vorhandenes Recht verbrieft oder ein als angestammt oder gottgegeben angesehenes Recht niedergeschrieben wurde.